# I Muvrini
 (février 2021).
Si vous disposez d'ouvrages ou d'articles de référence ou si vous connaissez des sites web de qualité traitant du thème abordé ici, merci de compléter l'article en donnant les références utiles à sa vérifiabilité et en les liant à la section « Notes et références ».
I Muvrini (« Les petits mouflons » en corse) est un groupe français de musique corse. Il est formé par les frères Figarelli (Émile et Joseph), George Desbro, Alain et Jean-François Bernardini.

## Histoire
I Muvrini commence par chanter des chansons dans un style traditionnel corse (guitare et voix, polyphonies) avant de s'ouvrir progressivement aux musiques du monde et à la variété. Il a notamment enrichi son orchestration avec de nouveaux instruments de musique tels que la vielle à roue ou la cornemuse qui ont été utilisés par le groupe de ses débuts jusqu'à la fin des années 1990.
En 1977, outre les frères Jean-François et Alain Bernardini, le groupe est nouvellement composé de Paul Codaccioni, de Jean Mattei et des frères Patrick et Gilles Salvatorini. Dans la foulée, dès 1978, il enregistre son 1er album « Ti ringraziemu » en hommage à Ghjuliu Bernardini, père de Jean-François et d’Alain, dont le portrait orne la pochette. Le 33 tours sort en 1979. En 1980, le groupe intègre deux nouveaux membres : Alex Filippi et Ange Delfini.
À partir des années 1980, le groupe a trois voix : Roseline Bartoli les rejoint et les suit jusqu'à la fin de l'année 1985. En 1987, Martin Vadella et Serge Grisoni intègrent le groupe, puis viendront Stéphane Mangiantini et Marc Ventura. Jean-François Luciani fait lui aussi désormais partie de l'aventure depuis 2016 en tant que 4e voix.
Le groupe est connu à l'étranger, dans des pays tels que la Suisse, la Belgique, l'Allemagne ou les Pays-Bas. I Muvrini s'est produit sur les plus grandes scènes françaises : Olympia, Bercy, le Zénith, qu'ils ont pratiqué plusieurs fois, mais aussi le Trianon, le silo de Marseille, ou encore le Casino de Paris en 2019. Il est le groupe corse ayant la plus grande notoriété à travers le monde.
Le groupe s'est adjugé de nouveaux membres depuis la création de l'album Alma paru en 2005. En effet, de nouveaux musiciens et chœurs sont venus s'ajouter au groupe : par exemple le bassiste ivoirien César Anot, auquel le groupe accorde quelques morceaux qu'il chante en baolé mais également le guitariste Mickey Meinert, le pianiste Achim Meier qui a remplacé Régis Gizavo (qui a longtemps collaboré avec le groupe), ou Loic Taillebrest à la cornemuse.
Les frères Bernardini ont construit un studio ultra moderne au sein de leur village de Taglio-Isolaccio (Tagliu-Isulacciu en langue corse), où ils possèdent leur propre maison de distribution de disques AGFB, et ce depuis l'enregistrement de l'album Pè l'amore di tè effectué à Paris en 1987 et sorti en 1988. 
I Muvrini remporte huit disques d'or et deux Victoires de la musique en deux participations : en 1997 (pour le titre-album Curagiu), et termine ex æquo grâce à Jalalabad en 2003 (tiré de l'album Umani) dans la catégorie « Musiques du monde » pour le meilleur titre original.
Dans le domaine caritatif, Jean-François Bernardini est actif à travers la fondation AFC Umani qu'il préside depuis sa création en 2002, ainsi que dans la promotion de la non-violence dans le monde, mise en place à l'aube de l'année 2011, où il propose de nombreuses conférences à travers la France chaque année, ayant permis le partenariat avec le club de l'AS Saint-Étienne entre autres.

## Collaborations
I Muvrini a chanté plusieurs fois en mêlant ses voix à celles d'autres artistes. Ils participent notamment à l'album Reise nach Korsica sur plusieurs titres (dont Vauvenargues).
- L'Abbrivu : Tra more è campa sur un de leurs albums
- Háris Alexíou : Qu'est-ce qui nous reste
- Anggun : Streets of Philadelphia (ils ont également interprété cette chanson avec Julie Zenatti) ;
- Tina Arena : A voce rivolta ; Dis moi ;
- Roseline Bartoli : Sole qui s'aviccina ; Cio ch'e tu pensi
- Angelo Branduardi : La  morte di Francesco ;
- Luz Casal : Erein Eta joan, Je sème et je m'en vais ;
- Antoine Ciosi : Face u fretu fora ;
- William Dunker : Erein Eta Joan ;
- Jacques Dutronc : Corsica (sur l'album du même nom)
- Thomas Dutronc : Bonafurtuna ;
- Stephan Eicher : Dis-moi où et Un sognu pè campa - Un rêve pour vivre ;
- Josephina Fernandez : Vogliu, Un so micca venuti ; A Strada
- Michel Fugain : L'île ;
- Grand Corps Malade : Una terranova, Tu seras un homme mon fils ;
- Karen Kassulat : Vauvenargues, Moments of joy (sur Lichtmond)
- Laïs : Noi ;
- Ute Lemper : Amsterdam ;
- Lluís Llach et Dan Gharibian : Vo lu mondu ;
- Sofia Mestari : Tu me manques
- Reinhard Mey : Regen auf Jalalabad ;
- Nana Mouskouri : Here's to you ;
- Florent Pagny : Terra, Amsterdam ;
- Pyx Lax : A Pena ; Terre d'oru (avec sting), Tora (Avà)
- Serge Reggiani : Sarah (live)
- Renaud : La ballade nord-irlandaise ;
- Véronique Sanson : Le temps est assassin ;
- MC Solaar : Jalalabad ; live en duo sur L'emigrante
- Les Stentors : A voce rivolta
- Sting : Terre d'oru ;
- Gérard Manset : Il voyage en solitaire

## Discographie

### Albums studio
- 1979 : Ti ringrazianu
- 1980 : Anu da vultà
- 1980 : Campemuci (chants par des enfants uniquement)
- 1981 : Rundinella (présents dans quatre des chansons)
- 1981 : È campa quì
- 1984 : Lacrime
- 1985 : 85
- 1986 : À l'encre rouge
- 1988 : Pè l'amore di tè
- 1989 : Quorum
- 1990 : In core (live au théâtre de Bastia)
- 1991 : À voce rivolta
- 1993 : Noi
- 1995 : Curagiu (disque d'or)
- 1996 : Bercy 96 (live) (disque d'or)
- 1998 : Leia (disque d'or)
- 2000 : A strada
- 2002 : Umani (disque d'or)
- 2003 : Terra (Long Box, compilation, 3 disques)
- 2005 : Alma (disque d'or)
- 2007 : I Muvrini et les 500 choristes (disque d'or)
- 2010 : Gioia (disque d'or)
- 2012 : Imaginà
- 2015 : Invicta
- 2016 : Pianetta
- 2017 : Luciole
- 2019 : Portu In Core
- 2022 : Piu Forti
- 2025 : Nulu 33

### Singles
- 1997 : Terre d'oru (Fields of Gold) (avec Sting)
- 2001 : Si tu chi decidi (inédit tournée 2000)
- 2003 : CD maxi single 4 titres : Jalalabad (feat. Reinhard mey), Isule, Era una volta (1re version), Da le vostre mane (remix)
- 2009 : Canzona di u rizzanese (texte sur l'un des fleuves connus de l'île qui a connu des souffrances)
- 2018 : Fin du monde et fin de mois (chanson en soutien au mouvement des gilets jaunes mise en place à la fin de l'année 2018)
- 2020 : Canzona pè dopu (marquant l'initiative et la lutte pour le "MONDE D'APRES" en lien avec la crise sanitaire que le monde connaît)
- 2021 : So di Vighjaneddu (chanson qui évoque la destinée du lieu où se trouve le fleuve Tavignanu, qui deviendra centre d'enfouissement de déchets)

## Critiques
I Muvrini a contribué à diffuser la culture corse et sa musique en particulier. Dans les années 1980, si le groupe chantait des polyphonies traditionnelles (dont des paghjelle), il a ajouté à son répertoire des chants contestataires. Il a d'ailleurs été victime de plusieurs arrêtés municipaux lui interdisant de se produire dans certains villages corses, menant parfois à des confrontations entre nationalistes et militants du collectif Corse française et républicaine (CFR).
Aujourd'hui[Quand ?], et après une ouverture aux musiques du monde, I Muvrini chante de la Musique de variété en langue corse, en mêlant les genres, ajoutant de plus des textes en français sur certains de leurs titres. D'autres groupes, comme I Mantini, leur reprochent (par la macagna) d'être entrés dans un système qu'ils critiquaient autrefois et de vendre aujourd'hui de la musique abusivement étiquetée « traditionnelle ». Deux chansons en sont l'exemple : I Muvrini sont riches et Mendiants de la tradition.